# Емануил Фотиадис
Емануил Фотиадис (на гръцки: Εμμανουήλ Φωτιάδης) е гръцки възрожденски просветен деец и общественик от Сяр.

## Биография
Емануил Фотиадис е роден в 1805 година в македонския град Сяр, който тогава е в Османската империя. Учи при известния учител Аргириос Папаризос и застава на негова страна при сблъсъка на либерала Папаризос с митрополит Атанасий Серски. Фотиадис работи като учител в родния си град. През зимата 1843 – 1844 година на владиката Атанасий пише донос срещу Фотиадис до Патриаршията и Високата порта, обвинявайки го в атеизъм и революционна дейност, в резултата на което учителят е изгонен от Сяр.
До края на изгнанието си е в Солун, където в 1846 година поема ръководството на Солунското гръцко училище. Умира на 15 януари 1849 година.